# Gyllencistikola
Gyllencistikola (Cisticola exilis) är en asiatisk och australisk tätting i familjen cistikolor med vid utbredning från Himalaya till Australien.

## Utseende
Gyllencistikolan är en liten (9–11,5 cm) cistikola med streckad ovansida och kort, rundad stjärt under häckningstid (medellång vintertid). Den är lik grässångaren (C. juncidis), men hane i häckningsdräkt har karakteristiskt ostreckad hjässa. Utanför häckningstid skiljs den från grässångaren genom typiskt ostreckat rostfärgad nacke, rostfärgat ögonbrynsstreck och likaså rostfärgade halssidor. Vidare är stjärten helmörk bortsett från smala beigefärgade spetsar (grässångaren har ljusare stjärt med tydligare, vit stjärtspets).

## Utbredning och systematik
Gyllencistikola är en av bara två arter i släktet som förekommer i Asien och den enda i Australien. Den delas in i tolv underarter med följande utbredning:
- Cisticola exilis tytleri – Nepal till nordöstra Indien, norra Myanmar och sydvästra Kina (Yunnan)
- Cisticola exilis erythrocephalus – södra Indien (södra Mysuru, västra Tamil Nadu och Kerala)
- Cisticola exilis equicaudatus – östra Burma till centrala Thailand, Kambodja och södra Vietnam
- Cisticola exilis courtoisi – sydöstra Kina (sydöstra Yunnan till södra Hunan, Jiangxi och Fujian)
- Cisticola exilis volitans – Taiwan
- Cisticola exilis semirufus – Filippinerna och på Suluöarna
- Cisticola exilis rusticus – Sulawesi och södra Moluckerna
- Cisticola exilis lineocapilla – Java, Bali, Små Sundaöarna och norra Australien (Northern Territory)
- Cisticola exilis diminutus – Nya Guinea Salomonöarna och Torressundöarna
- Cisticola exilis polionotus – Bismarckarkipelagen
- Cisticola exilis alexandrae – norra Australien (Pilbararegionen till Mackenzie River, Queensland)
- Cisticola exilis exilis – östra Australien (centrala Queensland till södra Victoria och näraliggande South Australia)

### Familjetillhörighet
Cistikolorna behandlades tidigare som en del av den stora familjen sångare (Sylviidae). Genetiska studier har dock visat att sångarna inte är varandras närmaste släktingar. Istället är de en del av en klad som även omfattar timalior, lärkor, bulbyler, stjärtmesar och svalor. Idag delas därför Sylviidae upp i ett antal familjer, däribland Cisticolidae.

## Status och hot
Arten har ett mycket stort utbredningsområde och en stor population, och tros öka i antal. Utifrån dessa kriterier kategoriserar IUCN arten som livskraftig (LC). Världspopulationen har inte uppskattats men den beskrivs som lokalt vanlig.

## Namn
Cistikola är en försvenskning av det vetenskapliga släktesnamnet Cisticola som betyder "cistroslevande".

## Bildgalleri

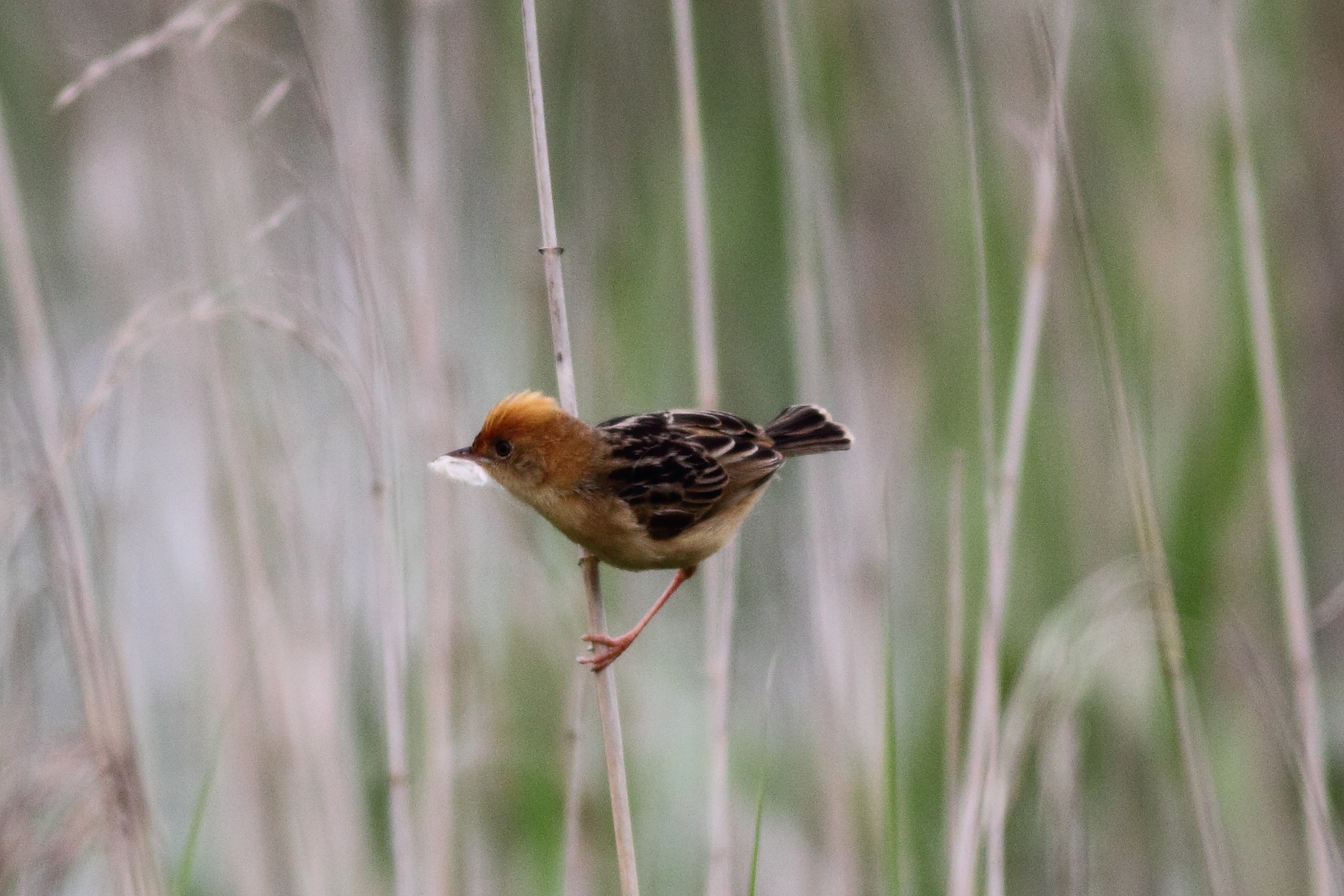
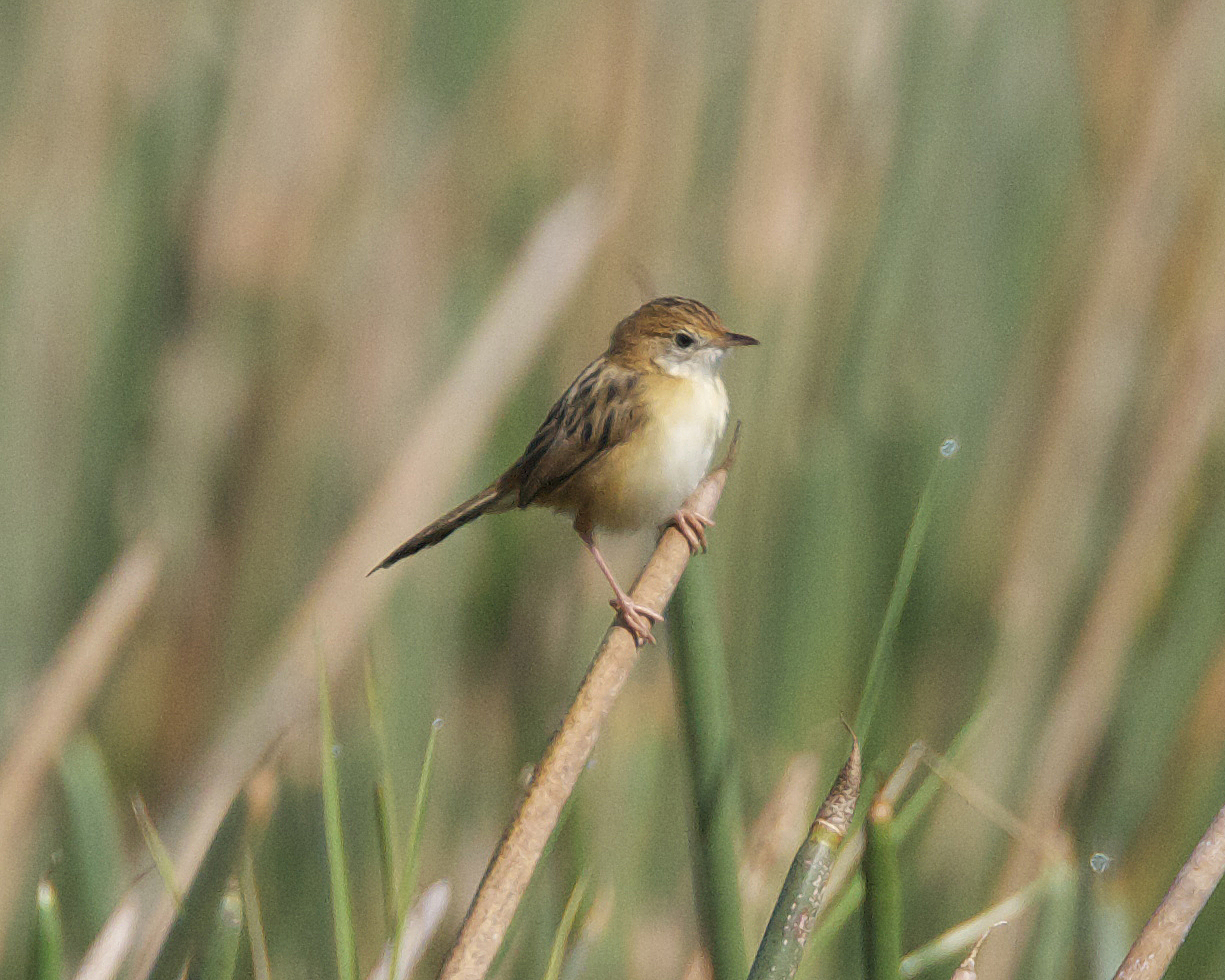
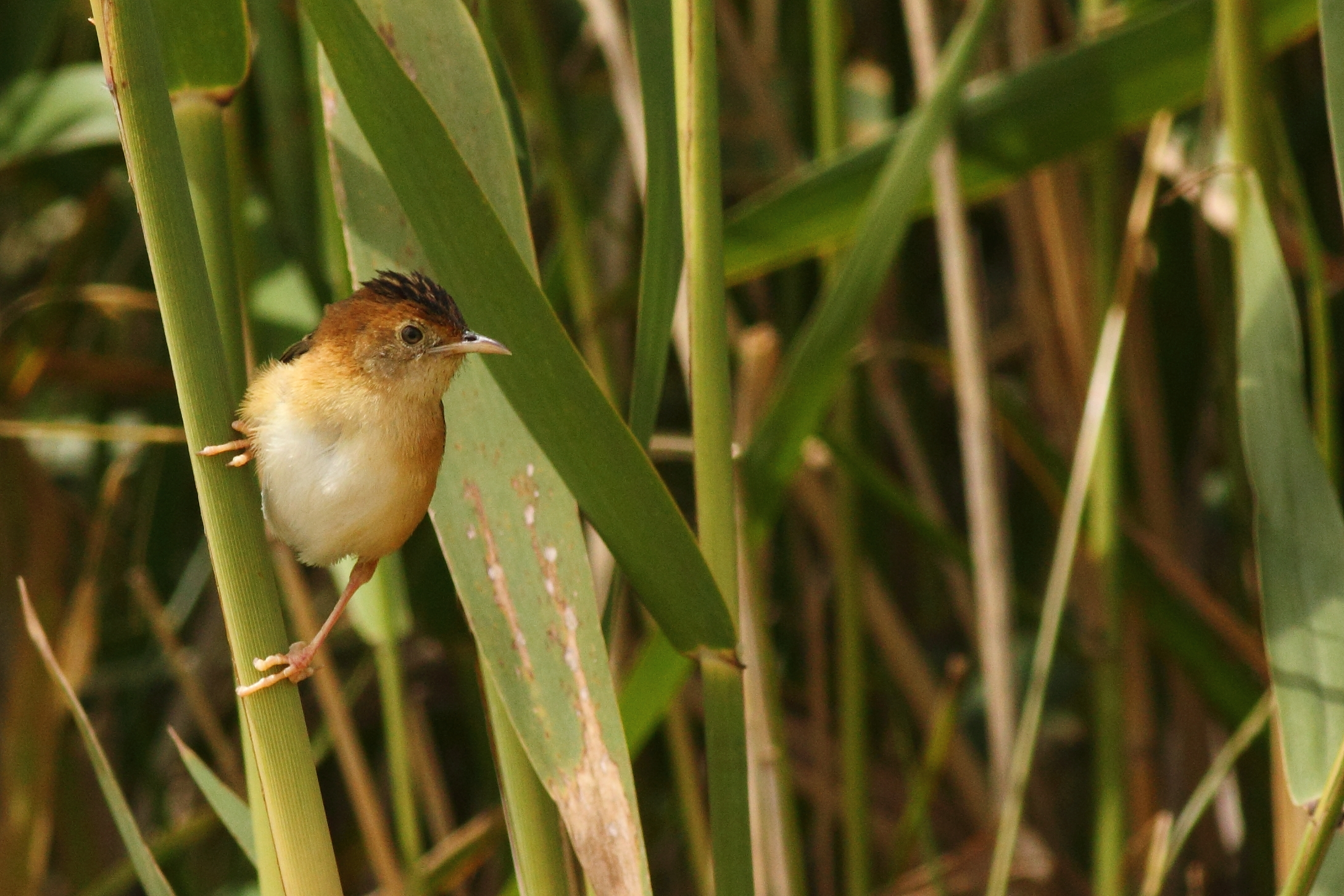
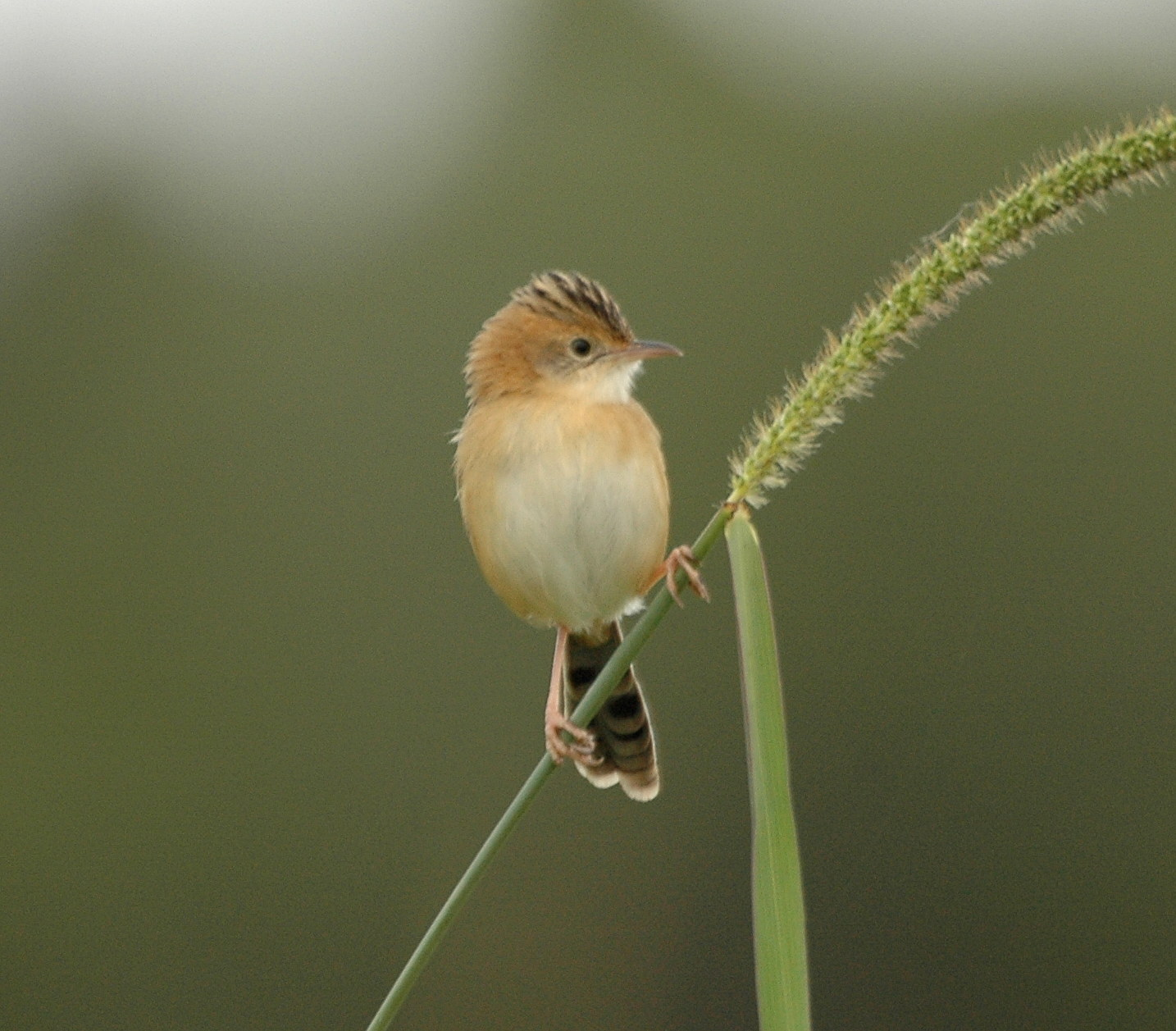
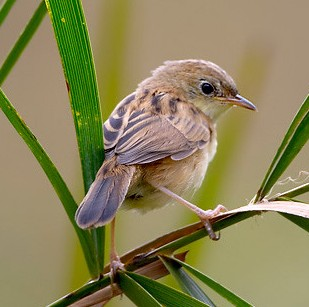